# Schwarzenberg/Erzgeb.
Schwarzenberg/Erzgeb. település Németországban, a Nyugati-Érchegységben, azon belül Szászország tartományban. A 12. században a kereskedelmi útvonal védelmére szolgáló erődítményként épült kis hegyvidéki város. Az NDK végéig a város Kelet-Európa  legfontosabb mosógépgyártó helyszínévé fejlődött. Lakosainak száma 15 740 fő (2023. december 31.).

## Fekvése
Zwickautól délkeletre fekvő település.

## Története

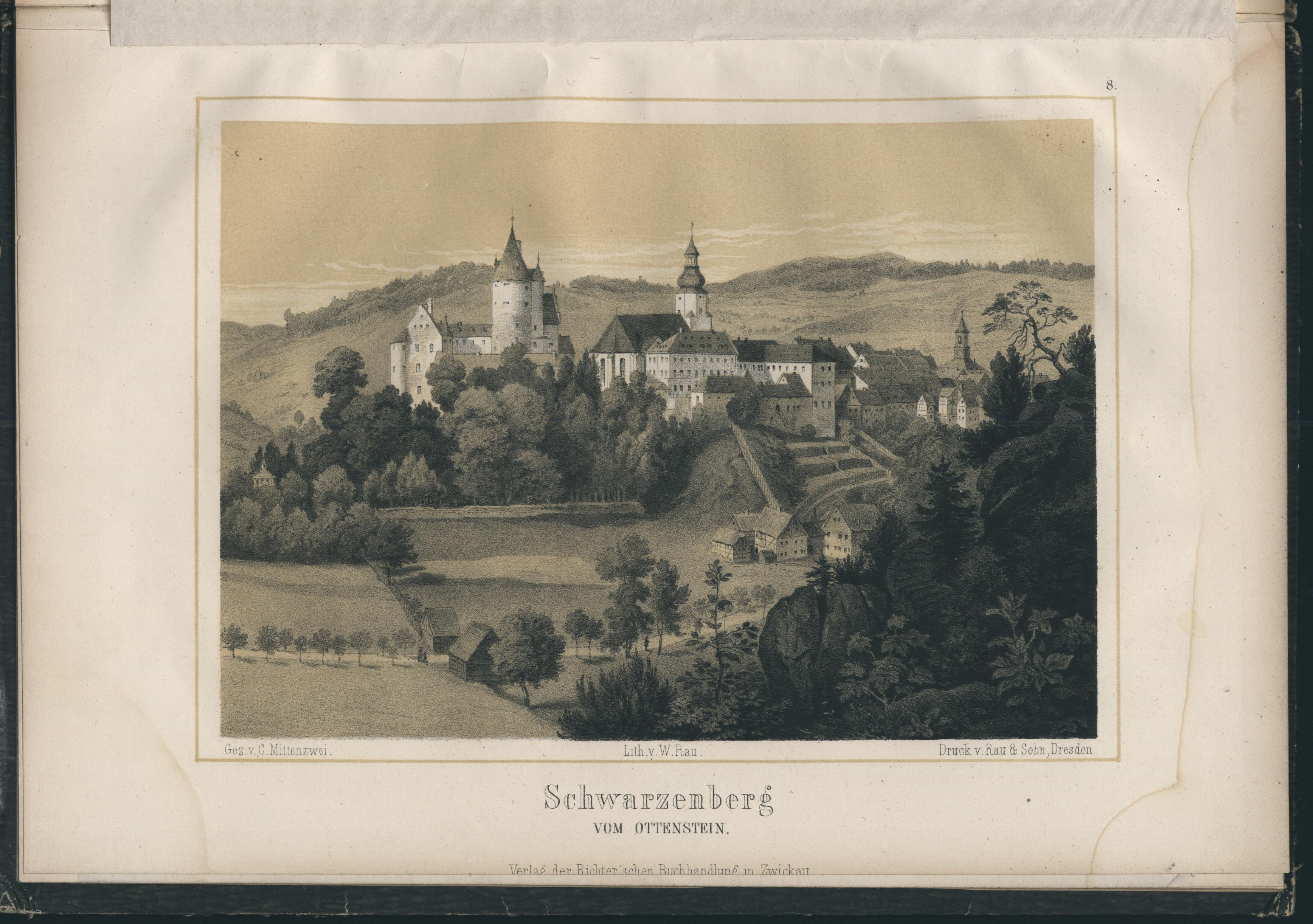
Schwarzenberg 1859-ben

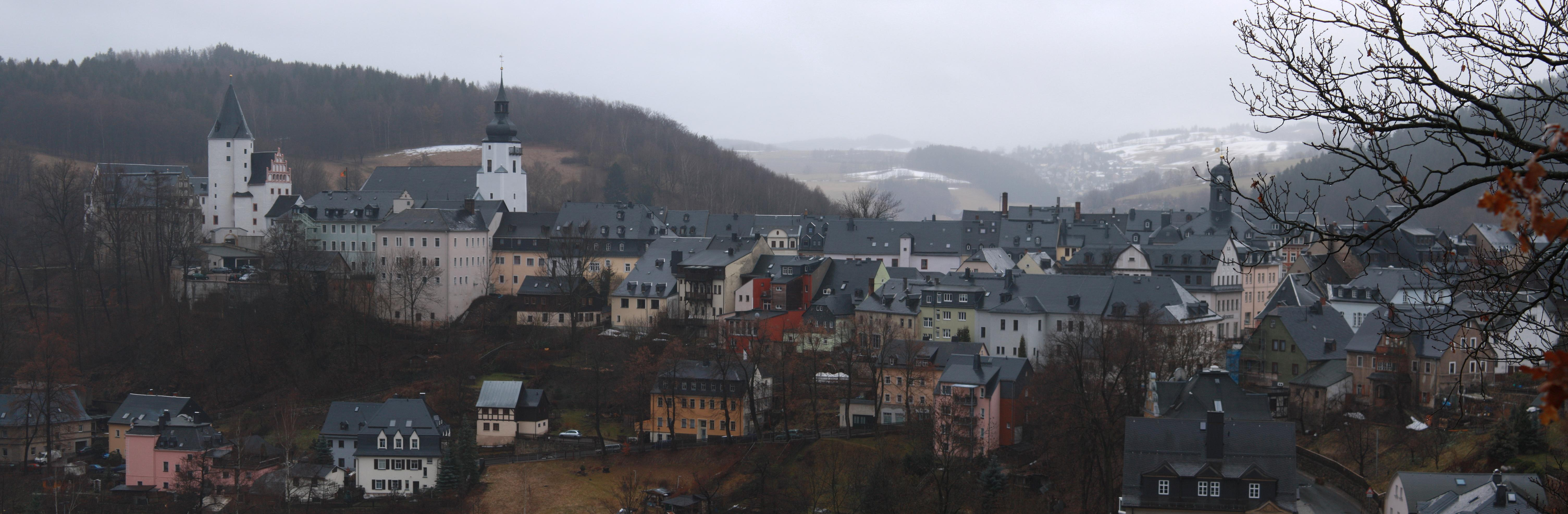
Schwarzenberg látképe

Az itteni erődítmény és a település 1150 körül keletkezett, nevüket először egy 1262-ből származó oklevél említette. A várat egy sziklafokon építették a Csehországból Zwickau és Meissen felé vezető kereskedelmi út védelmére. Első urai közül az egyik Barbarossa Frigyes volt, kinek unokája II. Frigyes császár a várat átadta Ottokár cseh királynak. Első átépítésére 1433-ban került sor. Schwarzenberg 1533-ban a szász választófejedelmek birtokába került, és ez időtől kezdve a sziklafok fontos hivatalokkal rendelkező személyiségek székhelye volt. Az építmény mai alapformáját 1558-ban nyerte el, Wolf von Schönberg ekkor vadászkastéllyá építtette át.
1709-ben nagy tűzvész pusztított a városban, amely a várat sem kímélte. Újjáépítése során eltünt a felvonóhídja és 3 méter vastag falakból álló öregtornyára ekkor hagyma alakú toronysisakot helyeztek.
Schwarzenberg vidékén a korábbi évszázadokban vasércbányászat folyt, később a település főként hivatalnokváros volt, majd a 20. század folyamán jelentőssé vált uránbányászata, és több más iparág is új lendületet kapott.

## Nevezetességek
- Schwarzenberg vára
- Érchegységi Vasmúzeum – Az érchegységben folyó bányászat történetét és az ércbányászatot és a vasérc feldolgozását mutatja be.
- Városháza
- Szent György-templom – festett angyalokkal díszített famennyezete, fából készült oltára és hozzá tartozó domborművekkel és szobrokkal gazdagon faragott szószéke van, melyek a barokk művészet értékes alkotásai.

## Galéria

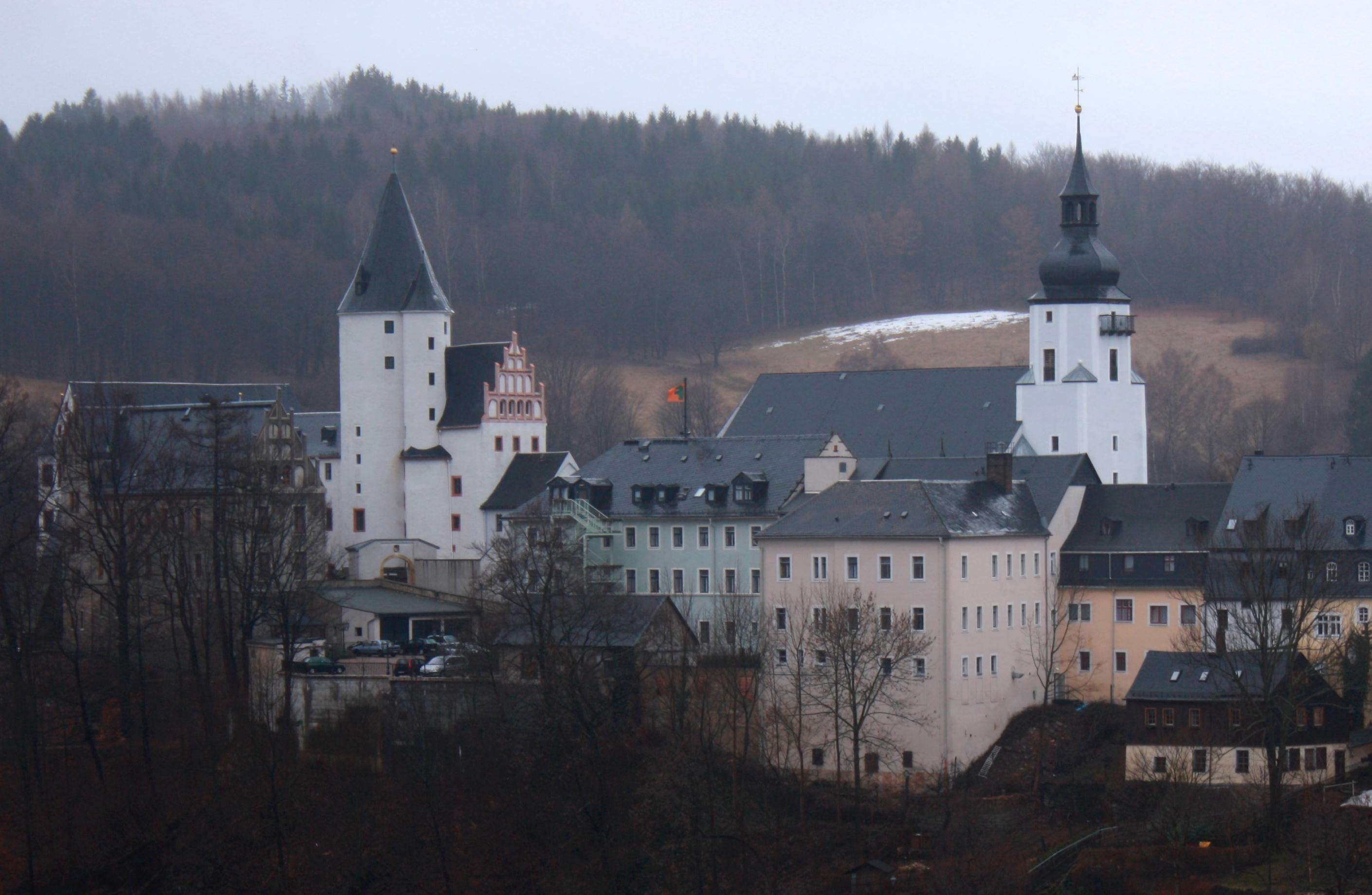
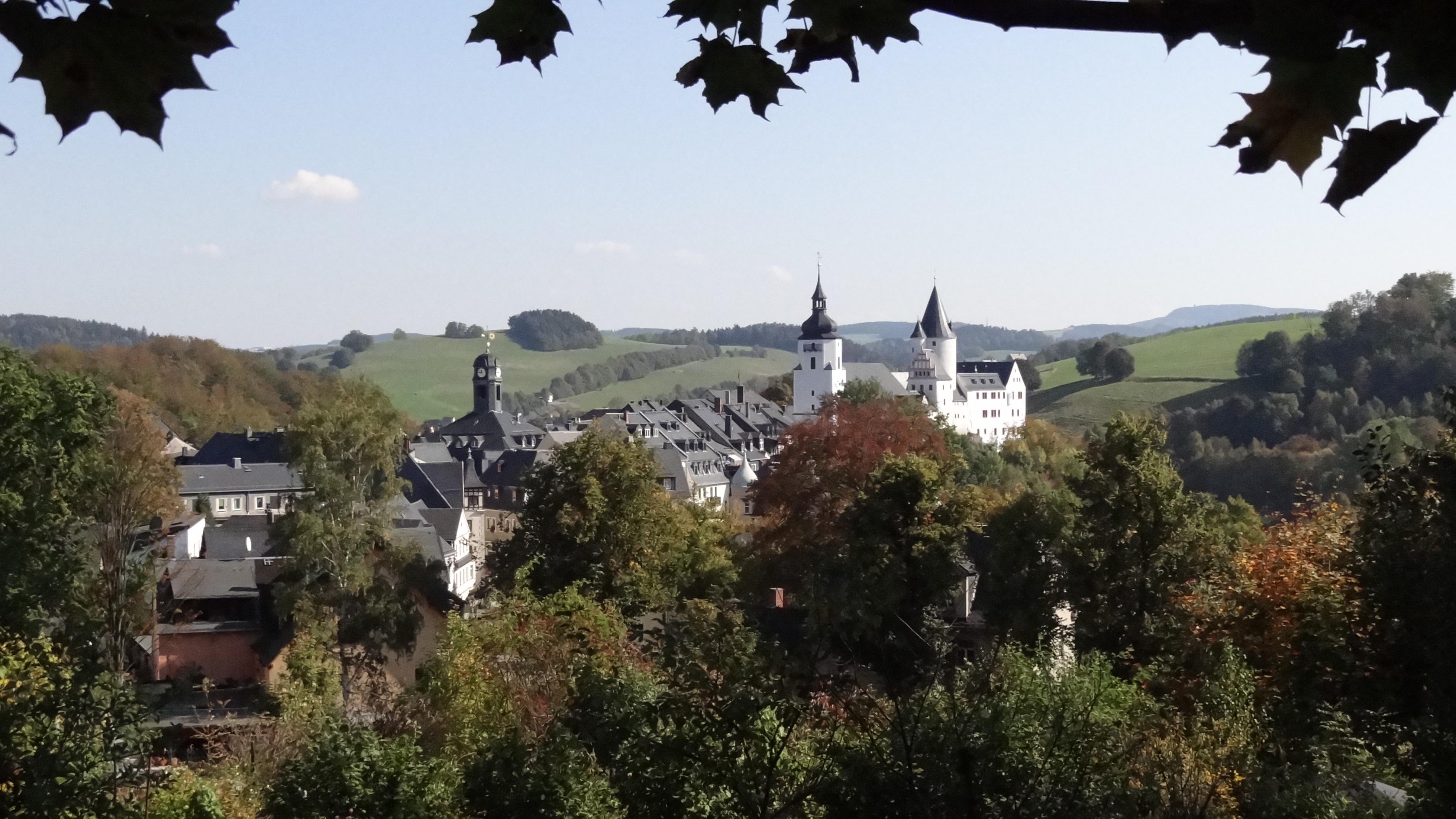
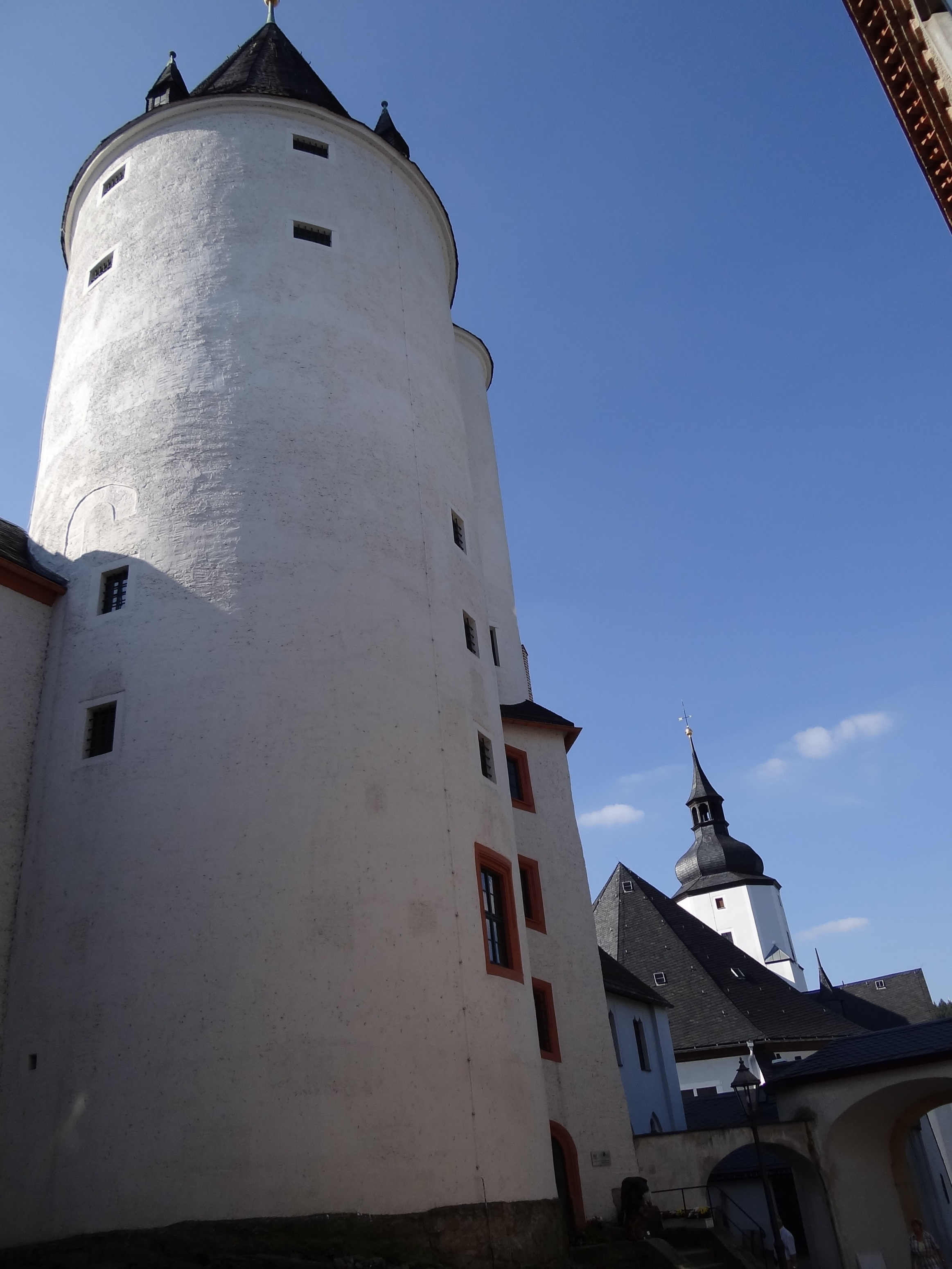
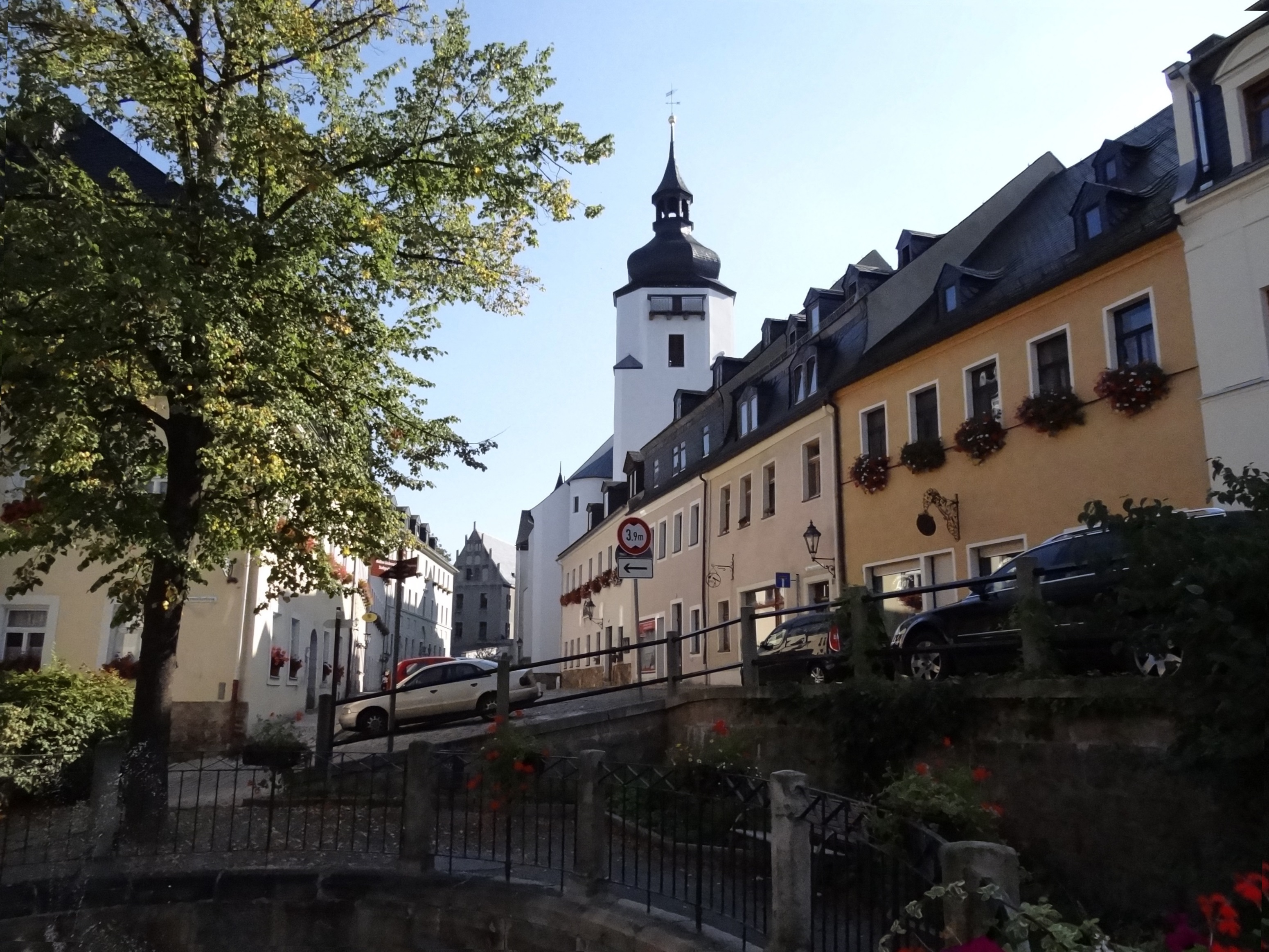
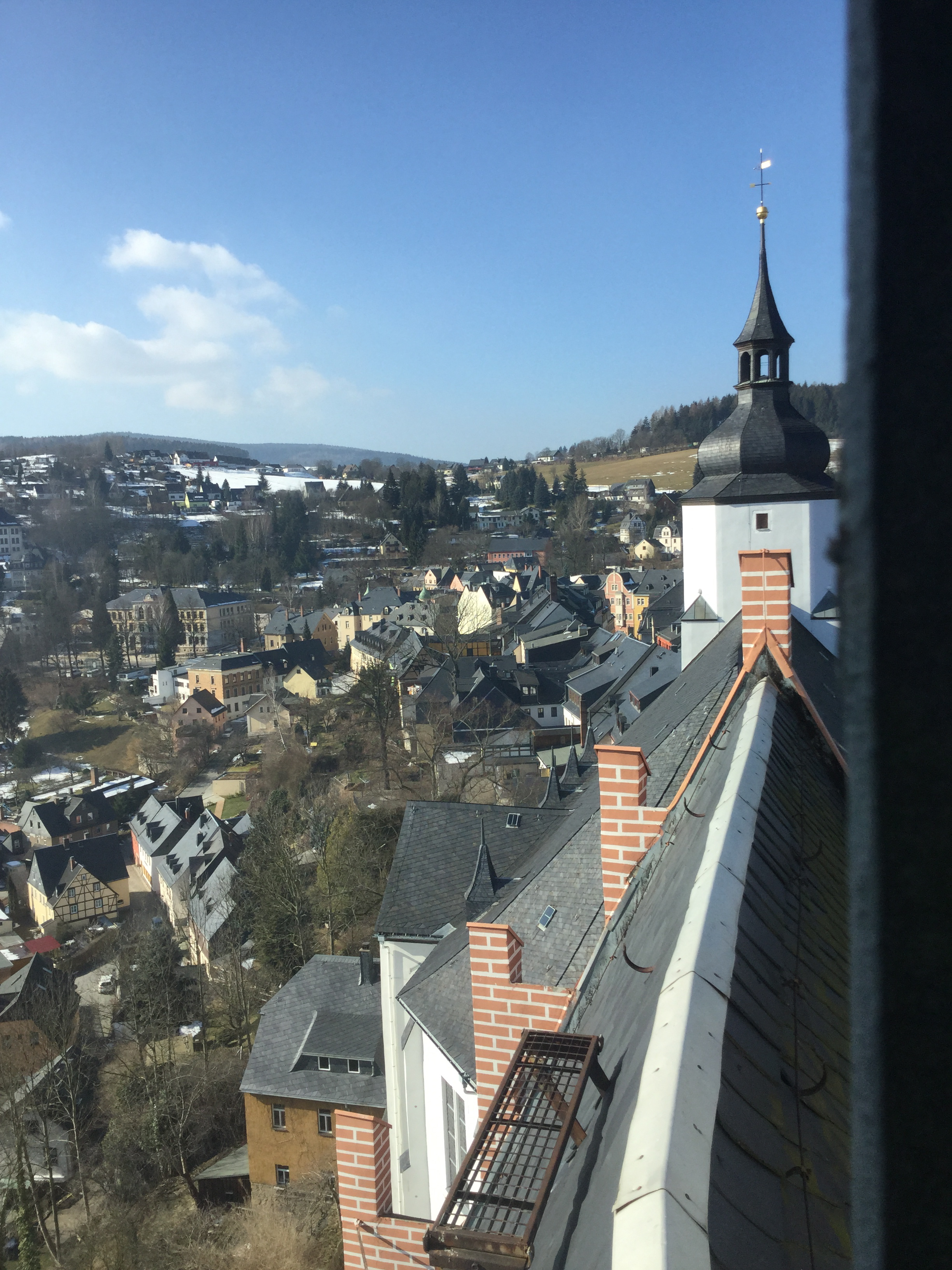
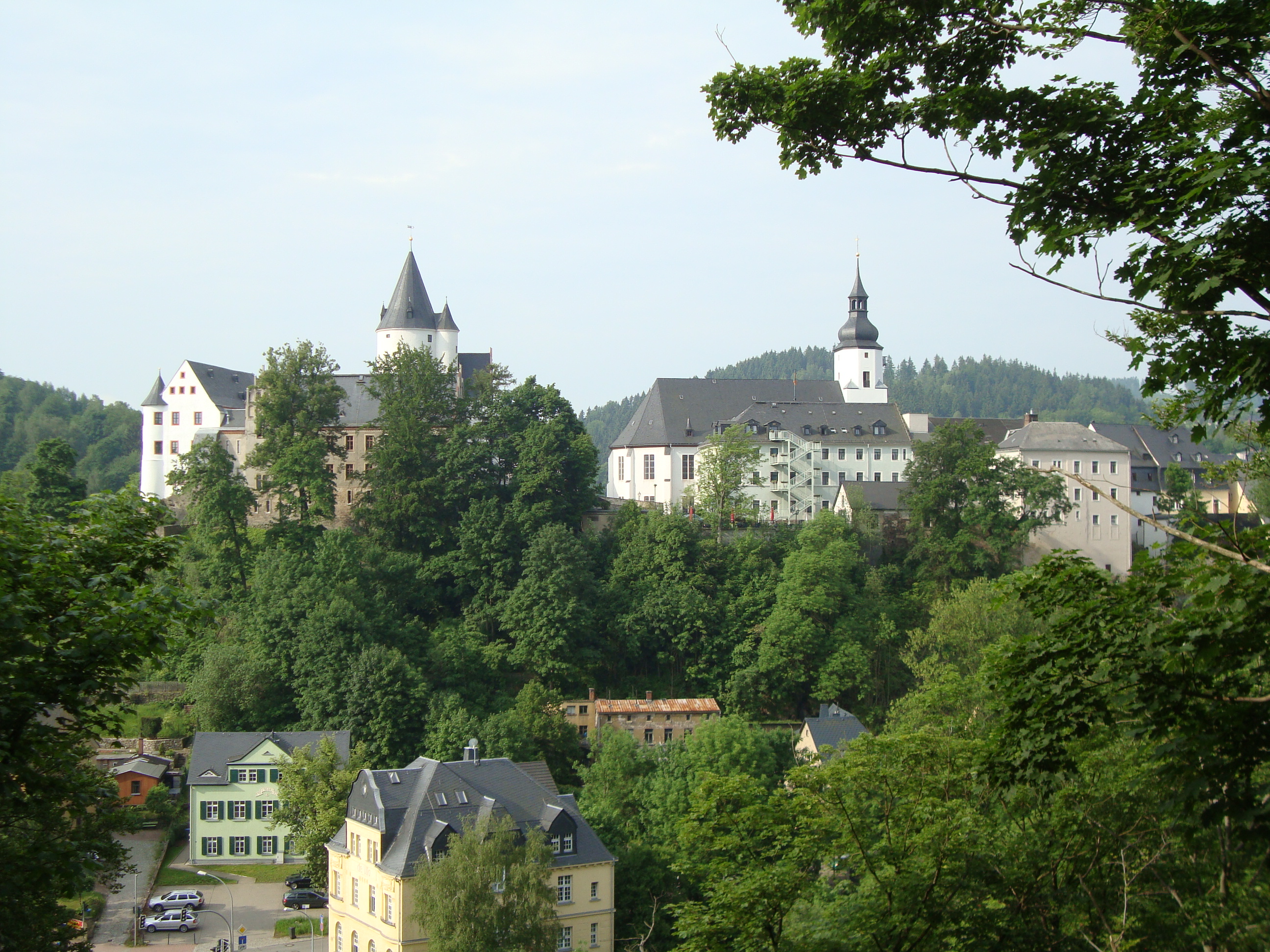
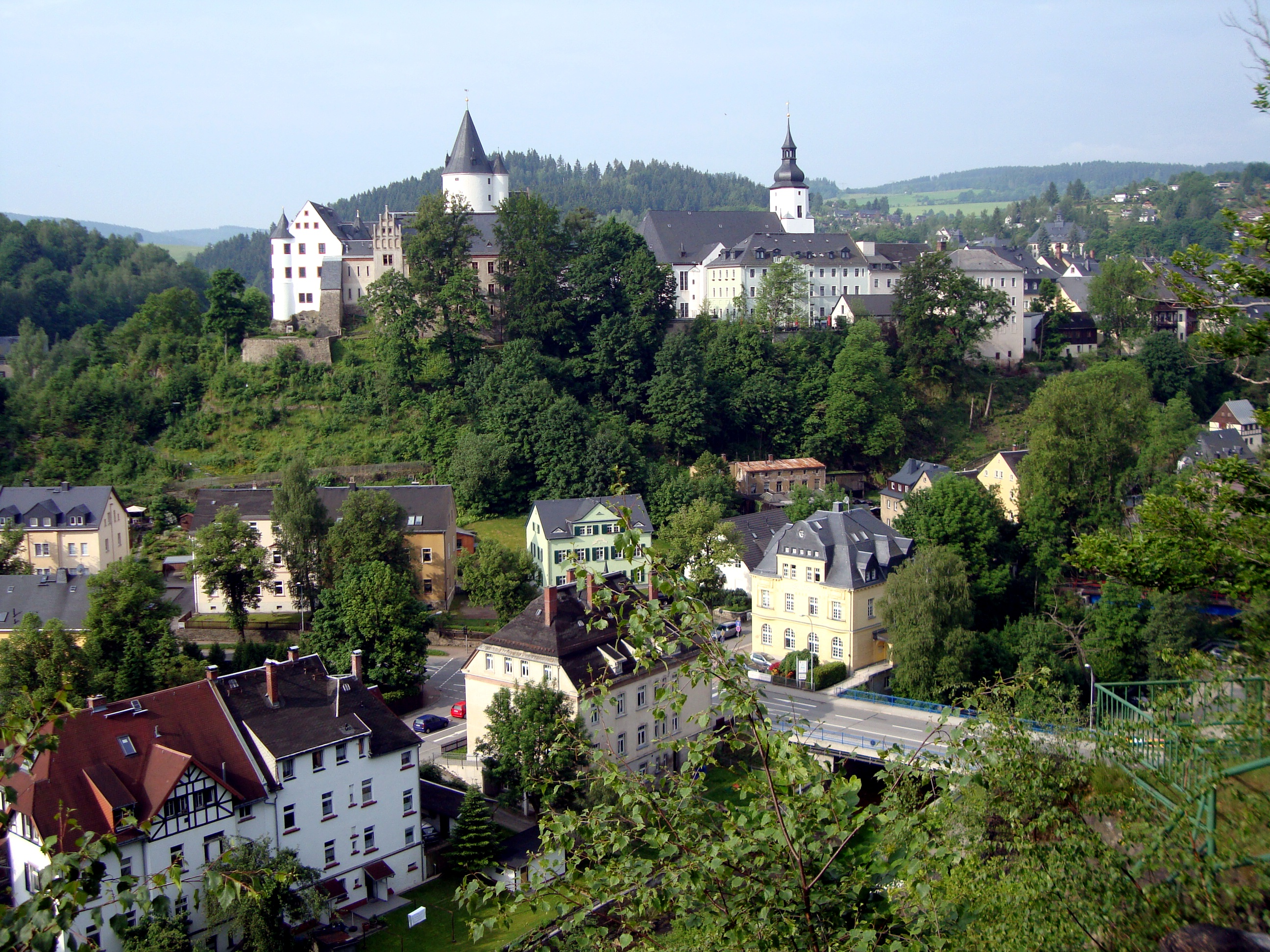
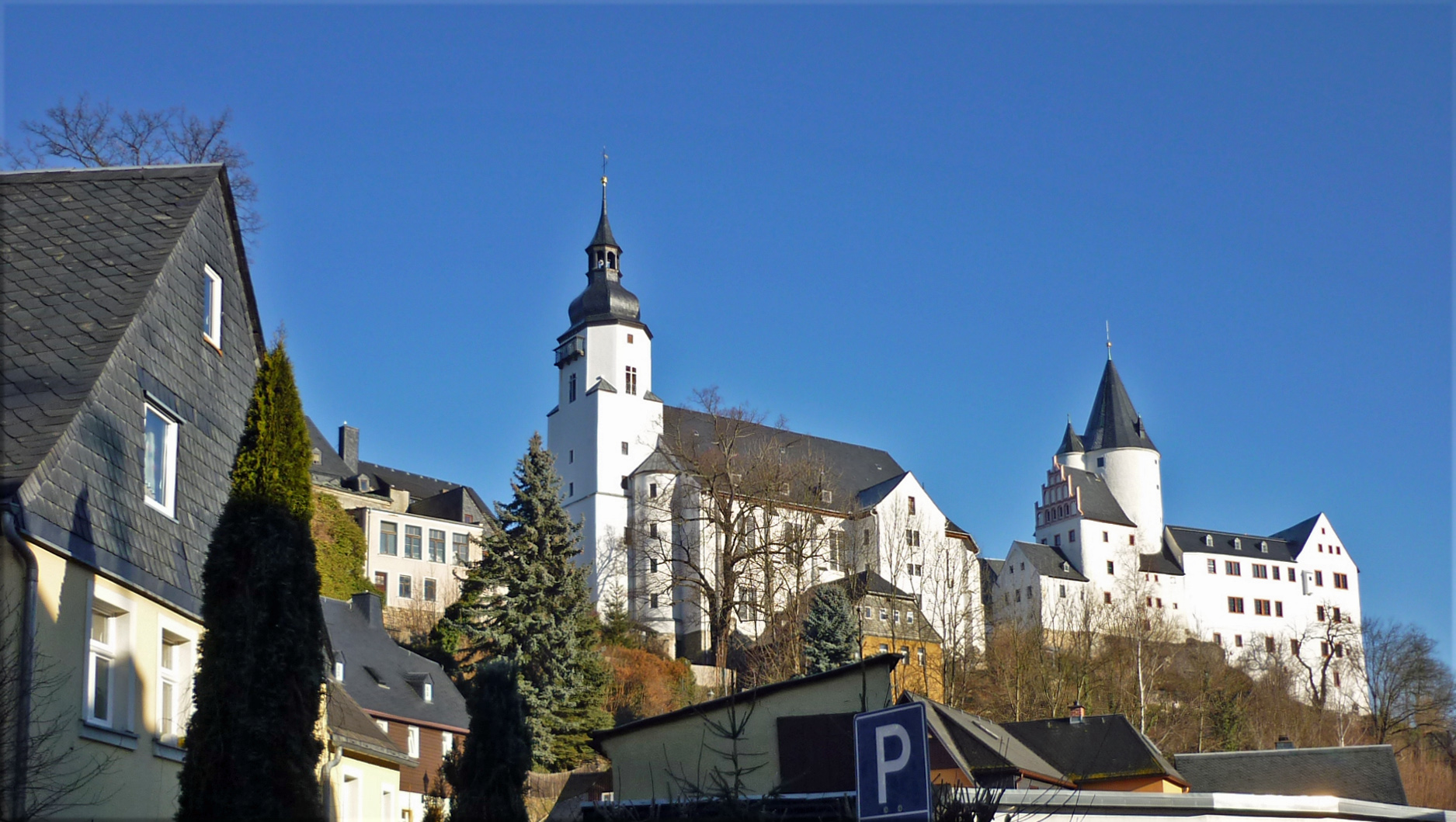
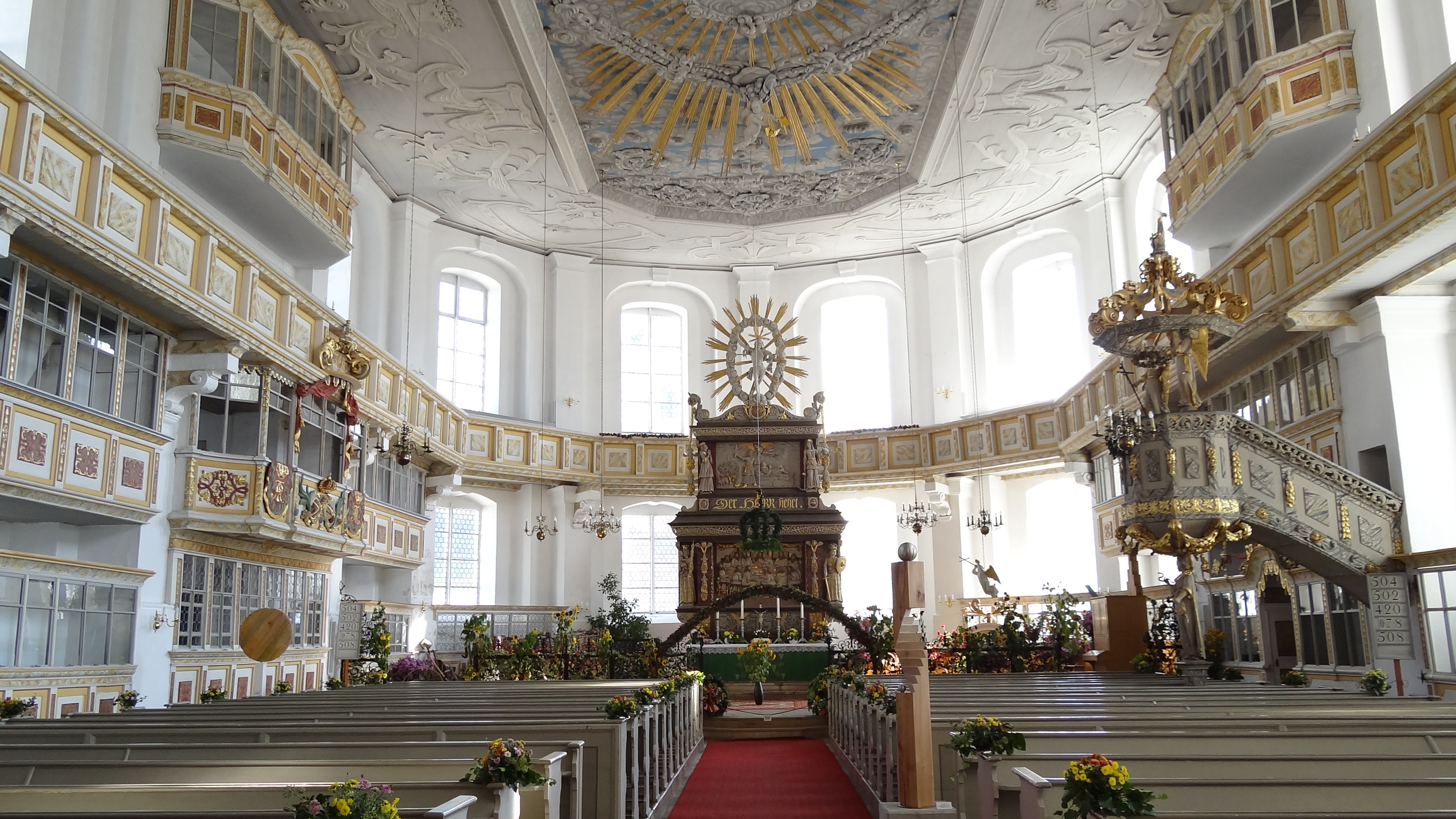
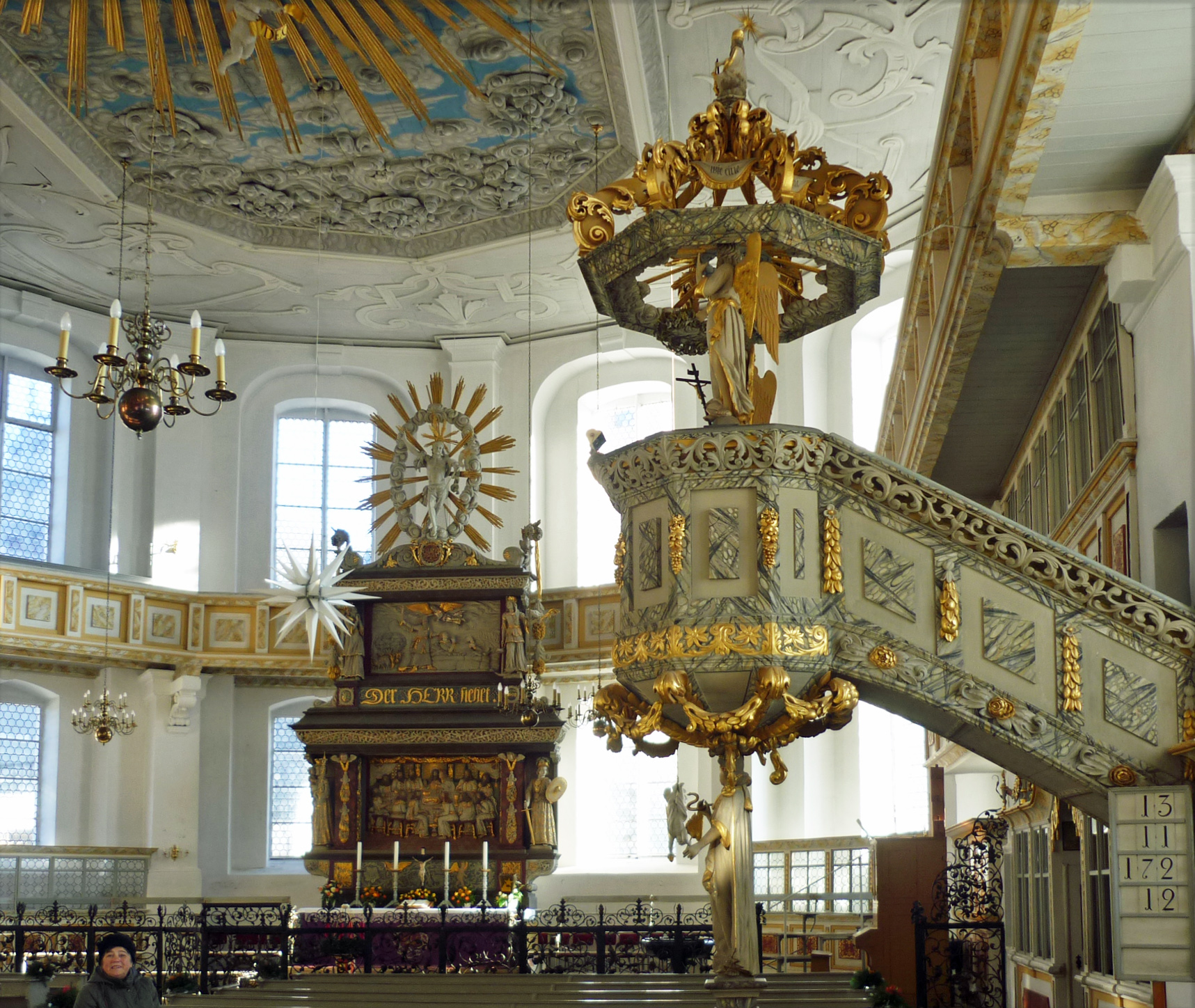
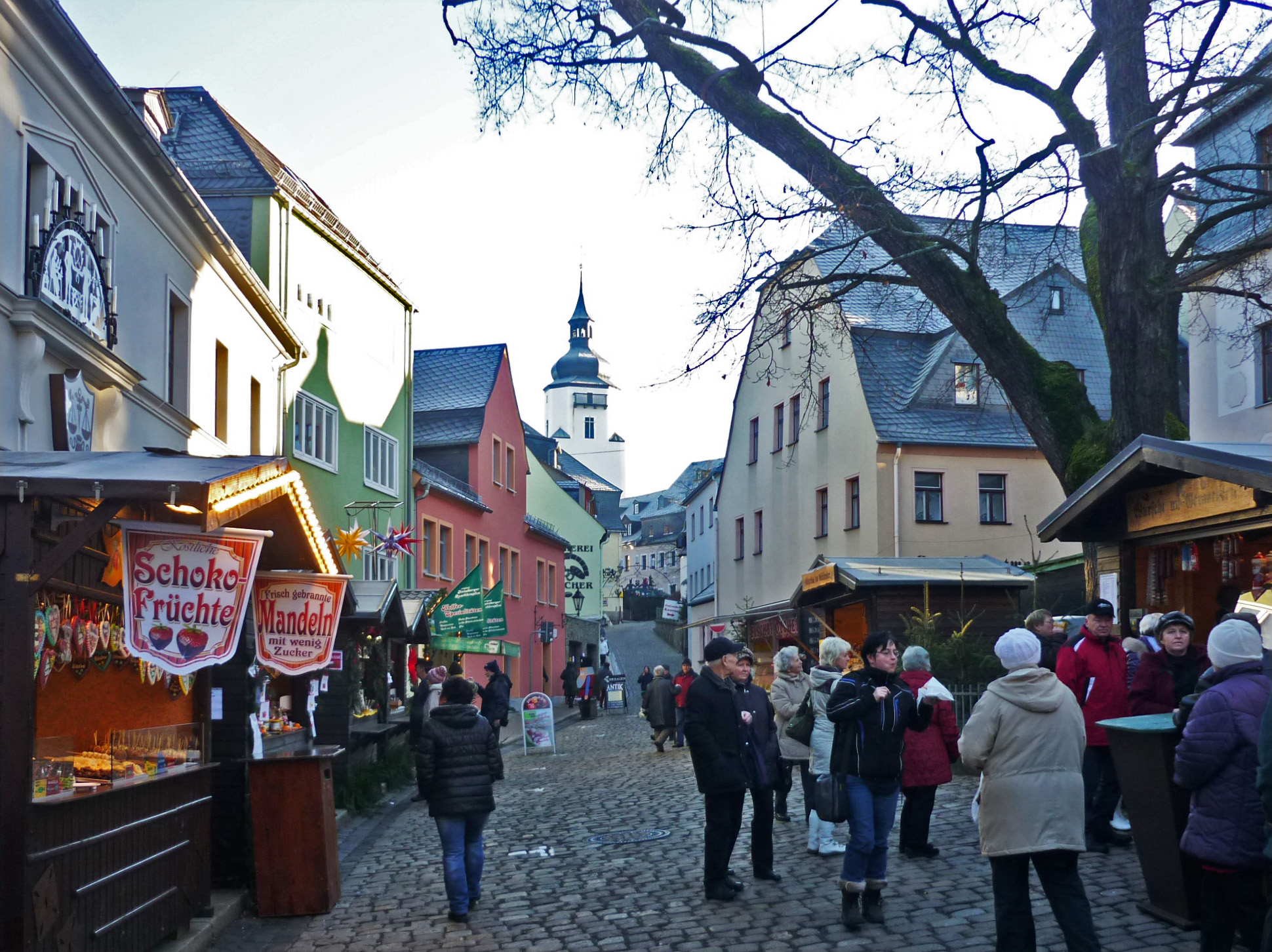
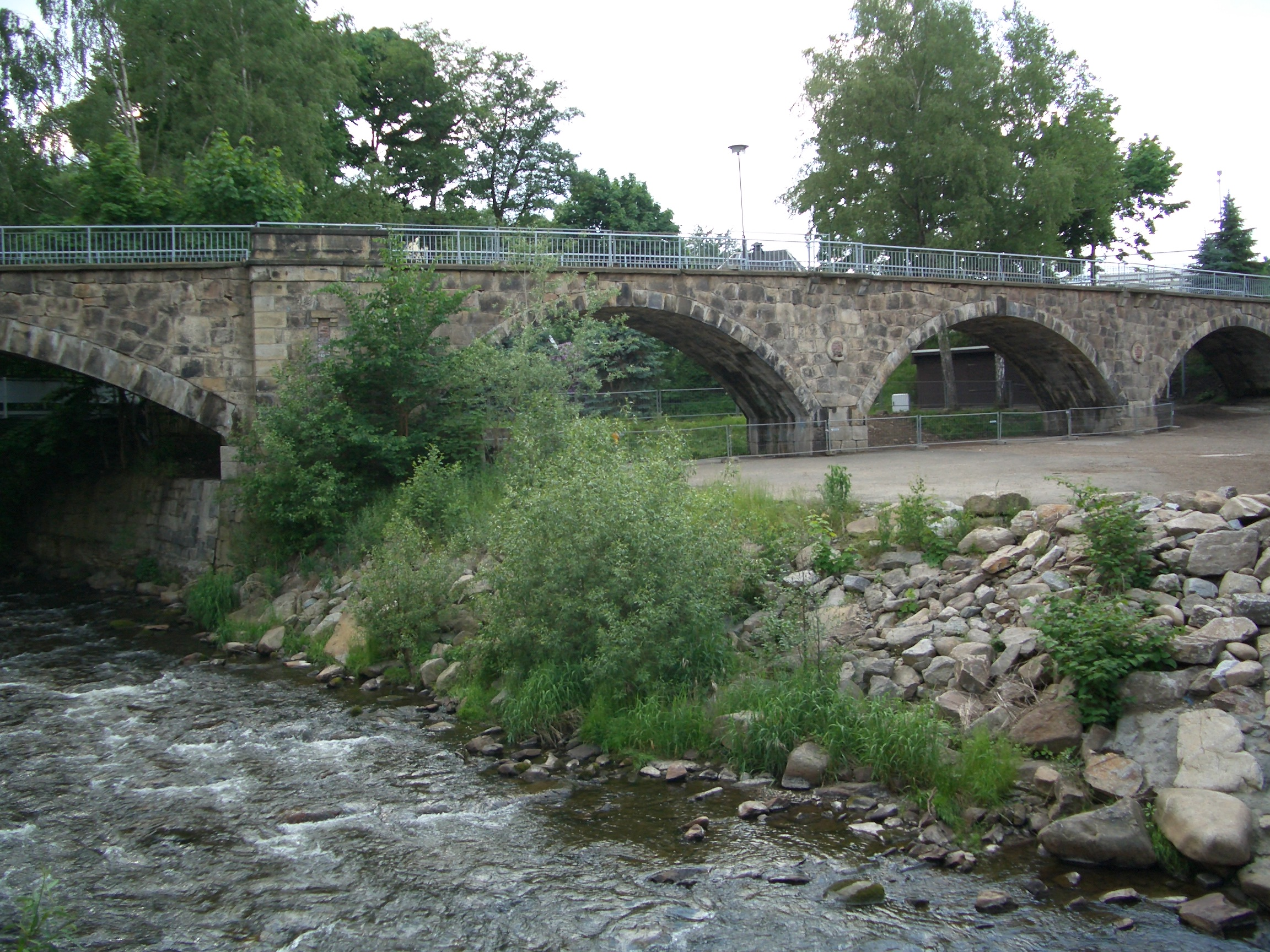
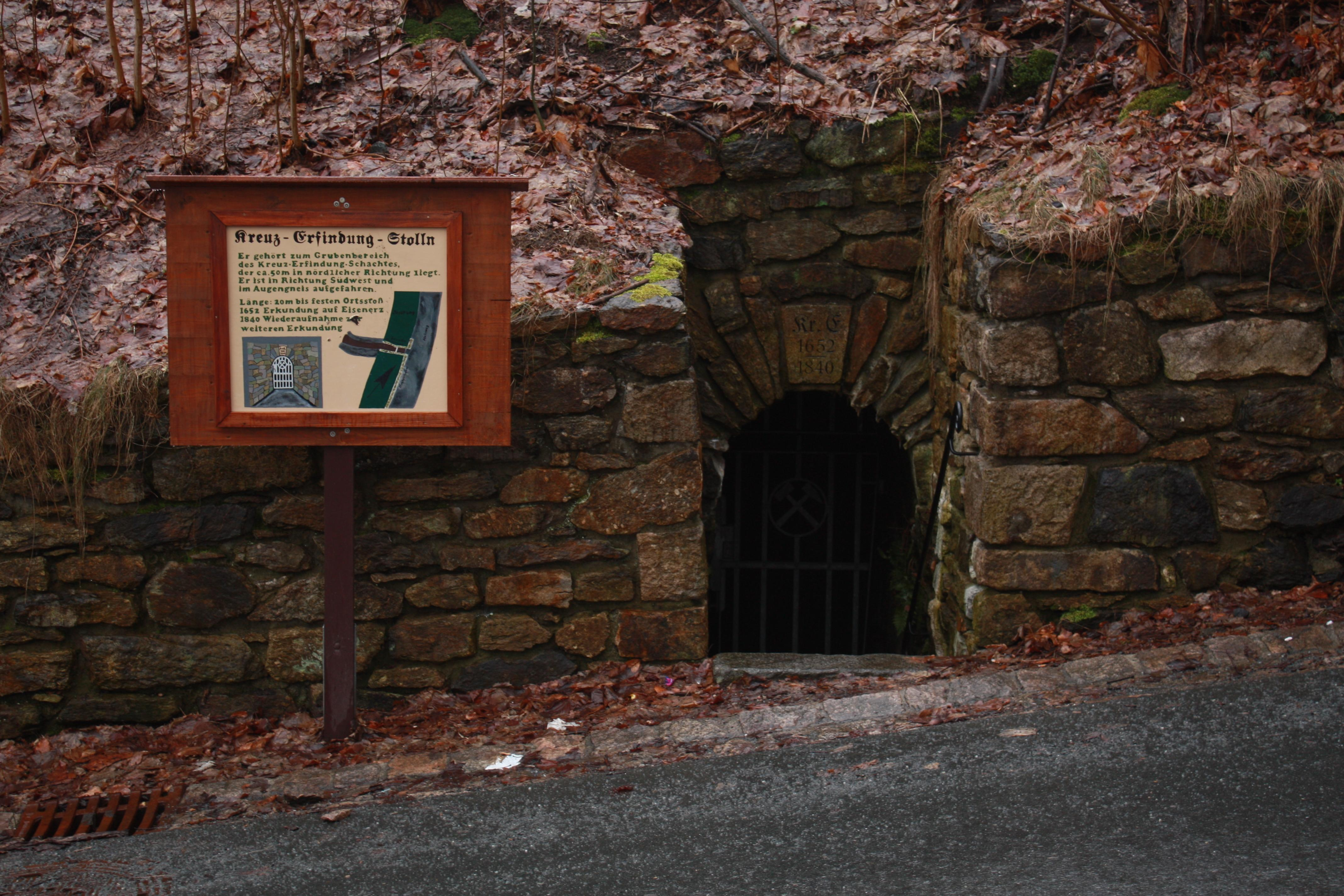
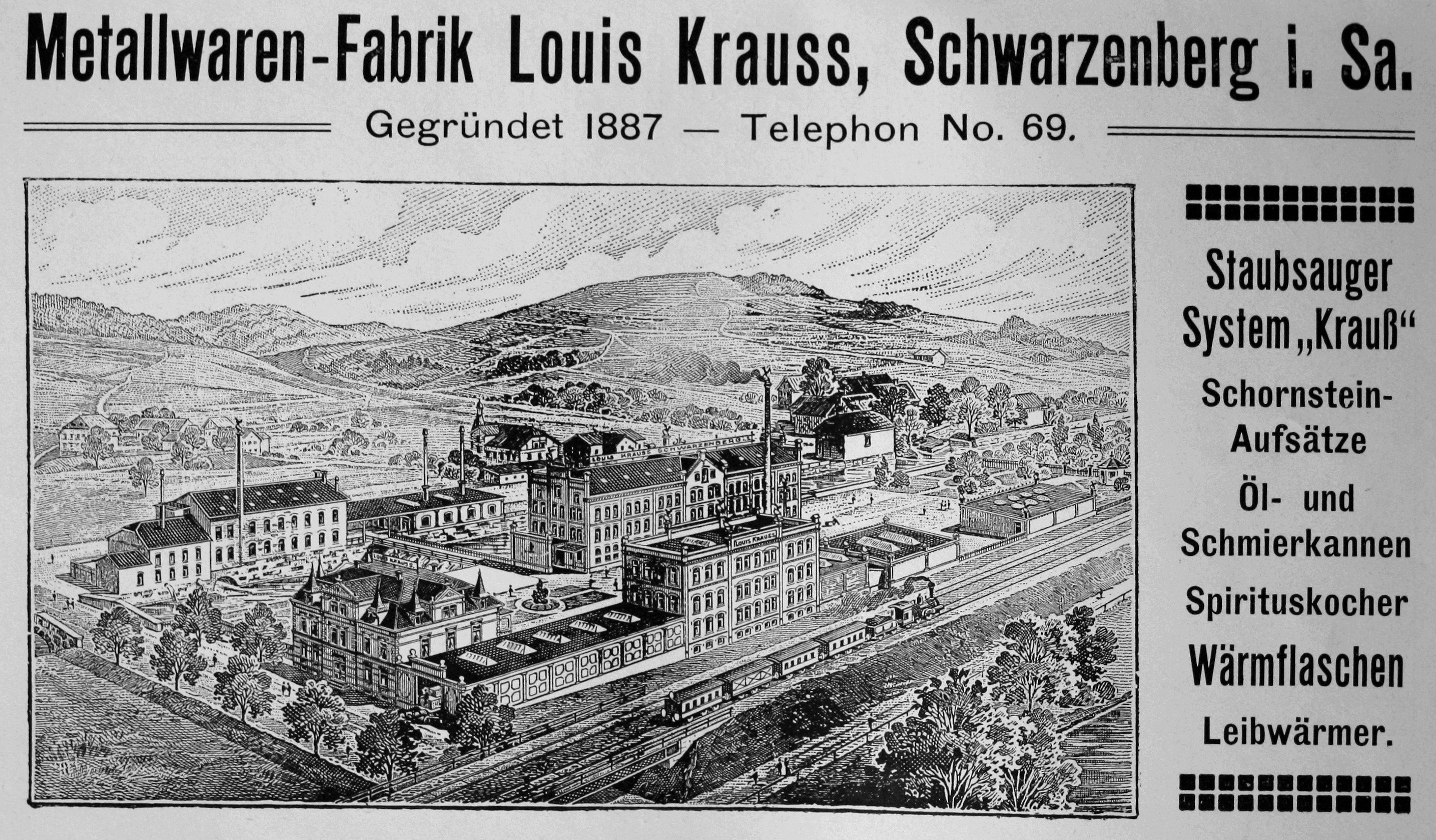

## Népesség
A település népességének változása:
| Lakosok száma | 16 912 | 16 723 | 16 011 | 15 936 | 15 740 |
|               | 2017   | 2019   | 2021   | 2022   | 2023   |